# Nancy Hughes
Nancy Hughes McClosky,in de volksmond gewoon Nancy Hughes, is een personage uit de soapserie As the World Turns.
De rol van Nancy wordt vertolkt door Helen Wagner.
Helen was al in de eerste aflevering van As the World Turns te zien als Nancy.
Deze aflevering was in 1956.
Zij is volgens het Guinness Book of Records de langst gespeelde karakter door een acteur op televisie ooit.

## Geschiedenis
Nancy is een van de originele personages uit de serie.
Ze zei de allereerste zin in de debuutaflevering van As the World Turns.
Deze zin luidde; "Good morning dear, what would you like for breakfast?"

## Huwelijkse staat
- Weduwe (Dan mcClosky)

## Afgelopen Huwelijken
- Dan mcClosky (Overleden)
- Christopher Hughes (Overleden)

## Kinderen
- Susan Hughes (overleden)
- Donald Hughes
- Penny Hughes Cunningham
- Robert Hughes
- Bernice McClosky (stiefdochter)